# Hadena castriota
Hadena castriota är en fjärilsart som beskrevs av Hans Rebel och Hans Zerny 1932. Hadena castriota ingår i släktet Hadena och familjen nattflyn. Inga underarter finns listade i Catalogue of Life.